# Day One (The Last of Us)
"Day One" é o quarto episódio da segunda temporada da série de televisão norte-americana de drama pós-apocalíptico The Last of Us. O episódio foi escrito pelo cocriador da série, Craig Mazin, e dirigido por Kate Herron. Sua estreia ocorreu em 4 de maio de 2025, na emissora HBO. O enredo acompanha Ellie (Bella Ramsey) e Dina (Isabela Merced) durante seu primeiro dia em Seattle, enquanto procuram por Abby, uma integrante da Frente de Libertação de Washington (WLF), responsável pela morte de Joel. Ele também apresenta o líder da WLF, Isaac (Jeffrey Wright), que se juntou ao grupo após desertar de uma agência governamental.
O episódio adapta e expande várias cenas de The Last of Us Part II (2020), o videogame no qual a temporada se baseia. A performance de Ellie da canção "Take On Me", do A-ha, foi adaptada diretamente da obra original; Mazin e Herron a consideraram uma das cenas mais importantes. Uma importância semelhante foi dada às cenas de intimidade entre Ellie e Dina, que ocorreram no início do jogo. Os críticos elogiaram a direção, a cinematografia, o roteiro, as sequências de ação e as atuações de Merced e Wright. O episódio teve 774 000 espectadores na televisão linear.

## Enredo
Em 2018, o sargento Isaac Dixon, da Agência Federal de Resposta a Desastres (FEDRA), repreende sua equipe por zombar de civis que eles assediaram. Eles encontram um grupo da Frente de Libertação de Washington (WLF) liderado por Hanrahan. Isaac mata seu esquadrão, poupando apenas o idealista Burton, e revela sua lealdade à WLF. Onze anos depois, Isaac, agora líder da WLF, interroga um serafita para saber a localização de seu grupo, torturando-o com uma panela de cobre quente. Após perceber que o serafita preferiria ser torturado a compartilhar a verdade, ele o mata. Burton, de guarda do lado de fora com outro membro da WLF, diz que ele mereceu.
Ellie e Dina começam seu primeiro dia explorando Seattle em busca de Abby, com Dina secretamente fazendo um teste de gravidez. No Capitólio, as duas se deparam com as consequências dos conflitos entre a FEDRA e a WLF. Decidindo avançar à noite, elas decidem se esconder em uma loja de música onde Ellie descobre um violão e faz uma serenata para Dina com a música "Take On Me" do A-ha.
Enquanto passavam por uma antiga emissora de televisão naquela noite, elas encontram os corpos de vários soldados da WLF brutalmente estripados pelos Serafitas, fazendo com que Dina vomitasse novamente. Fugindo de um esquadrão da WLF que se aproximava, Ellie e Dina escapam pelo metrô, onde o esquadrão da WLF atrai involuntariamente os infectados e acabam sendo massacrados. Ellie permite que um infectado morda seu braço para salvar Dina antes que elas escapem juntas abrigando-se em um teatro abandonado. Dina, de coração partido, se prepara para atirar em Ellie, mas ela revela sua imunidade e se oferece para dormir em isolamento para provar que não se transformará.
Assim que fica claro para Dina que Ellie é imune, Dina confessa que está grávida. Alimentadas pela intensidade emocional, as duas fazem sexo pela primeira vez, finalmente consumando seus sentimentos uma pela outra. Na manhã seguinte, Dina admite que Jesse é o pai do seu bebê, mas compartilha com Ellie que deseja um futuro e uma família juntos, e ela retribui o sentimento. As duas ouvem conversas por walkie-talkie que a WLF — incluindo Nora, amiga de Abby — está assentada no hospital de Lakehill. Ellie sugere que Dina fique para trás e cuide de sua gravidez, mas Dina insiste em seguir em frente com Ellie.

## Produção

### Concepção e escrita

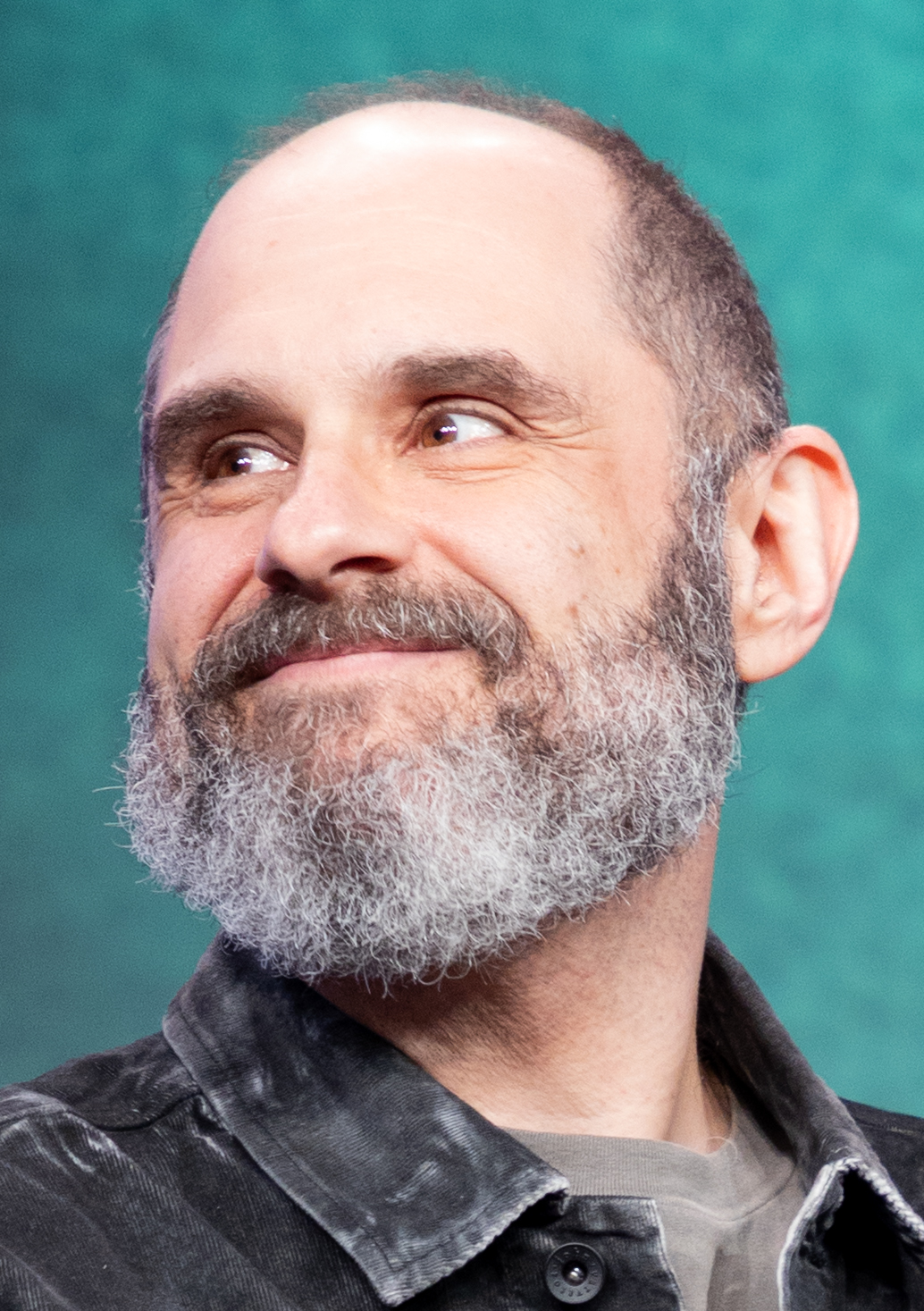
"Day One" foi escrito pelo cocriador da série, Craig Mazin.

"Day One" foi escrito por Craig Mazin, cocriador da série The Last of Us, e dirigido por Kate Herron.

### Filmagem
A produção do episódio começou por volta de abril de 2024. Catherine Goldschmidt atuou como diretora de fotografia. Os trabalhos preparatórios de produção começaram em Nanaimo em 22 de abril, com o fechamento de ruas ao redor da Diana Krall Plaza a partir de 29 de abril. As filmagens ocorreram no bairro Downtown Eastside, em Vancouver — replicando Seattle — com soldados e veículos militares em 4 de maio, e com Ramsey e Merced a cavalo em 11 de maio; a produção foi planejada com pouco prazo, com algumas empresas recebendo aviso prévio de apenas quatro dias.
Cerca de seis minutos de filmagem foram realizados em Nanaimo entre 13 e 14 de maio, com Ramsey e Merced a cavalo, ambientadas no bairro Capitol Hill, de Seattle, e no fictício Hotel Serevena. O cavalo utilizado na produção, chamado Jazzway, já havia aparecido anteriormente na série The 100 (2014–2020) e no filme Jurassic World Dominion (2022). Diversos estabelecimentos comerciais foram fechados durante as filmagens e compensados pela produção, enquanto alguns negócios da região relataram aumento no fluxo de clientes e no tráfego online. A equipe deixou Nanaimo até 31 de maio, e a cidade foi contemplada com um presente em agradecimento por sua participação na série. As filmagens também ocorreram em Chinatown, Vancouver no dia 8 de julho, com Ramsey, Merced e os fictícios Serafitas, em uma recriação da cidade de Seattle.

## Recepção

### Transmissão
O episódio foi ao ar na HBO em 4 de maio de 2025.

### Resposta da crítica
"Day One" possui uma aprovação de 100% no agregador de críticas Rotten Tomatoes, com base em 11 avaliações. Simon Cardy, da IGN, e Kenneth Shepard, da Kotaku, consideraram o episódio o melhor da temporada até agora. Críticos elogiaram a direção de Herron tanto nas sequências de ação quanto nos momentos mais íntimos entre personagens; Caroline Siede, do The A.V. Club, destacou sua habilidade em extrair atuações fortes dos atores. A sequência de perseguição foi elogiada por sua intensidade e pela iluminação vermelha e ameaçadora; Alex Welch, do TheWrap, considerou-a a melhor sequência de ação da temporada — e possivelmente da série inteira, enquanto Brady Langmann, da Esquire, afirmou ser "facilmente um dos melhores momentos de adaptação de videogame que já vi". Alan Sepinwall, da Rolling Stone, achou-a mais intensa do que a ação do segundo episódio devido ao foco nos personagens principais. Vários críticos elogiaram a cinematografia e iluminação da cena na loja de música; Cardy, da IGN, a chamou de "uma personificação da esperança que nasce em meio à devastação".
Críticos destacaram a atuação de Wright por seu caráter cativante e ameaçador, sendo imediatamente atraídos por seu carisma perturbador. Katie Doll, da Comic Book Resources, afirmou que ele "rouba a cena", especialmente por sua presença calma e dominante na cena de interrogatório, e Welch, do TheWrap, suspeita que o talento de Wright foi incluído para compensar a saída de Pedro Pascal. Sepinwall, da Rolling Stone, gostou da atuação de Wright, mas achou o personagem "um caso extremamente clichê de vilão", especialmente em seu monólogo. Ben Travers, da IndieWire, observou que o uso de utensílios de cozinha como instrumentos de tortura por Isaac reflete um tema recorrente na série: transformar "um gesto de amor... em uma arma de ódio". Vários críticos elogiaram a atuação de Merced; Siede, do A.V. Club, comentou que a reação dela à música de Ellie "tirou meu fôlego" e proporcionou uma conexão mais profunda com a personagem, enquanto Sara Netzley, da Entertainment Weekly, escreveu que ela "transmitiu cada emoção com uma sutileza habilidosa que nunca apagou o usual joie de vivre" de Dina. A performance de Ramsey em "Take On Me" foi elogiada por seu tom contido. Siede, do A.V. Club, considerou Peck "bem utilizado" em seu papel, embora Langmann, da Esquire, achasse sua aparição distrativa.
Ross Bonaime, do Collider, elogiou o roteiro de Mazin por equilibrar beleza e horror, especialmente nas cenas da loja de música e do interrogatório, respectivamente. Cardy, da IGN, achou que a performance musical de Ellie "transforma um momento opcional do jogo em algo que parece crucial para a série", e Lauren Puckett-Pope, da Elle, considerou um momento de paz poderoso, embora preferisse a versão do jogo. Sepinwall, da Rolling Stone, considerou que a série está mais forte quando foca em Ellie e Dina, e Netzley, da Entertainment Weekly, achou que as revelações sobre a imunidade e gravidez foram mais impactantes emocionalmente do que no jogo. Por outro lado, Welch, do TheWrap, escreveu que a cena de Dina se assumindo "tem fortes vibrações de YA romance" e achou a insistência dela em comer beef jerky para disfarçar o hálito matinal "o tipo de momento que... Mazin pretende ser fofo, mas acaba parecendo constrangedor". Vários críticos consideraram a cena de interrogatório uma das mais fortes da temporada, especialmente por seu insight sobre o comportamento de Isaac, embora Siede, do A.V. Club, a tenha achado derivativa de outras obras do gênero apocalíptico e Shepard, da Kotaku, sentiu que os cortes com cenas de Burton foram exagerados ao tentar reforçar o impacto da cena para o público.